# Phare aéronautique
Les phares aéronautiques sont des repères de navigation aérienne à vue, de nuit ou par temps brumeux, employés à partir des années 1920.
En France, ils furent, dans un premier temps, destinés à l'Aéropostale et les premières lignes aériennes régulières (Londres-Paris). Ancêtres des moyens de radionavigation actuels, ils étaient allumés peu de temps avant le passage de l'avion, par un habitant local (instituteur, garde-champêtre, meunier) qui en recevait la demande par la Poste ou Télégramme.
À en reprendre l'œuvre de Saint-Exupéry, Vol de nuit dans lequel la philosophie du courrier sacré y est décrite, on comprend à quel point les aviateurs ont risqué leur vie pour faire passer les lettres par nuit. En effet, pour annoncer une heureuse ou triste nouvelle dans les familles, pour porter les mots d'amoureux, ces phares aéronautiques constituaient la dernière main tendue vers les pilotes.

## Intérêts
Avant l'invention des méthodes de télécommunication, les pilotes naviguaient le jour au cap et à la montre, avec des repères visuels au sol et sur la carte. De nuit, cela n’était pas possible.
Cette impossibilité aux avions de voler de nuit a motivé les différents pays survolés à installer de multiples phares installés à intervalles réguliers le long des « routes aériennes » empruntées par les « liners » de l’époque. Les avions d’Air Bleu, assurant le transport du courrier, en seront également des utilisateurs assidus.

## Description
Pylone en ciment, haut de 7 à 11 m, ils étaient composés d'une plateforme accueillant une source de lumière alimentée par acétylène, néon ou électricité.
L'éclat de cette lumière était entrecoupée suivant le type de phare, transmettant ainsi un code morse permettant au pilote d'identifier sa localisation mais aussi la direction.
On distingue trois types de phares :
- les phares de grandes navigations (ou phares de balisages) scintillaient d’éclats blancs et confirmaient une direction aux pilotes le long de leurs parcours parsemé de points lumineux. Parmi eux, le phare de la Tour Eiffel, du Mont Valérien et du Mont Cindre,
- les phares de repérages (ou phares de rappels) permettant aux avions en vols de repérer les aérodromes. De couleur blanche et à éclipse, la portée était de 40 km. Le scintillement, entrecoupé d’extinctions, transmettait une lettre en morse, indicatif de l’aérodrome en question,
- les phares de jalonnements étaient situés à proximité de petites localités le long des voies aériennes majeures. D’une portée allant jusqu’à 50 km, l’allumage était assuré par un habitant local. Le phare était de couleur rouge et alimenté au néon pour permettre au pilote de mieux les apercevoir par mauvaise visibilité.

## Liste des phares
Quelques phares sont encore « debout » (carte des phares aéronautiques) et pour certains, d'entre eux, des associations cherchent à les rénover.
Le phare de Baziège, village à l'Est de Toulouse, est le premier à être inscrit au titre des Monuments Historiques de France.
Phares existants toujours sur les communes suivantes :
- Bassens - Aéroport de Chambéry - Savoie-Mont-Blanc
- Bassevelle (phare aéronautique du Petit-Bassevelle, inscrit au label « Patrimoine d'intérêt régional » d'Île-de-France depuis 2018)
- Baziège
- Beaune
- Biscarrosse
- Canals
- Coulommiers
- Fitou
- Jouarre
- Liernais, entre Liernais et le hameau La Guette.
- Lézignan-Corbières
- Lille (Beffroi de l'Hôtel de Ville)
- Luxé
- Mailly-le-Château (47° 36′ 06″ N, 3° 37′ 34″ E)
- Malause
- Marchais-en-Brie (Lieu dit La Chaise)
- Saint-Germain-Laval (Seine-et-Marne), au hameau de Tréchy
- Montferrand
- Montperthuis  (49° 30′ 04″ N, 1° 51′ 26″ E )
- Niort - Aérodrome de Niort - Souché
- Orgon
- Ossuaire de Douaumont
- Paris - Tour Eiffel
- Le Perthus il reste encore le support ayant supporté le phare, à présent emprunté par les sirènes municipales.
- Sallèles-d'Aude
- Saint-Genix-sur-Guiers
- Saint-Martin-du-Tertre  (48° 12′ 25″ N, 3° 15′ 38″ E)
- Saint-Witz (phare aéronautique de Saint-Witz, inscrit au label « Patrimoine d'intérêt régional » d'Île-de-France depuis 2023)
- Vermenton
- Villereau
- Villethierry (48° 16′ 13″ N, 3° 05′ 05″ E)

(liste mise à jour le 28/08/2020)

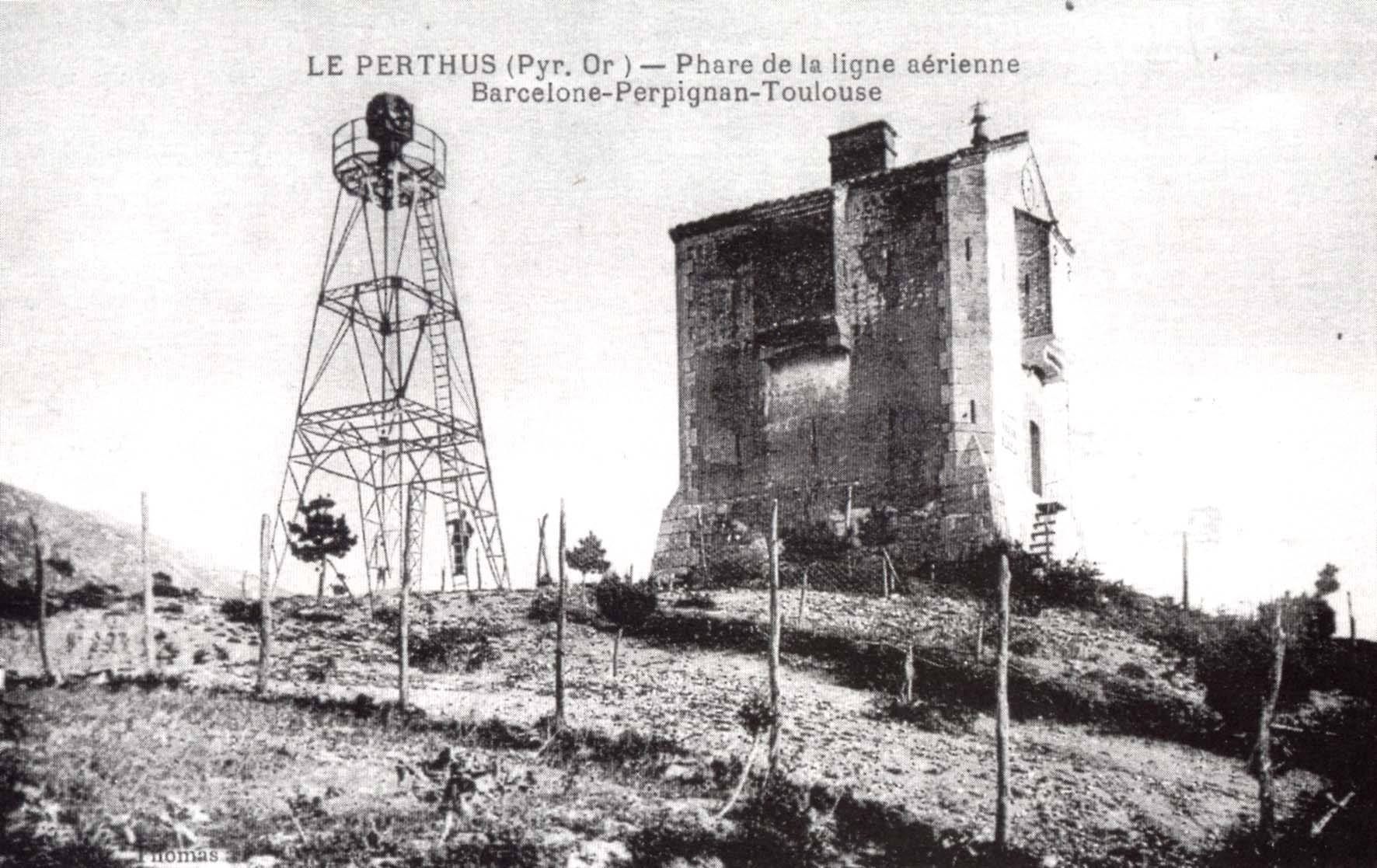
Phare aéronautique du Perthus
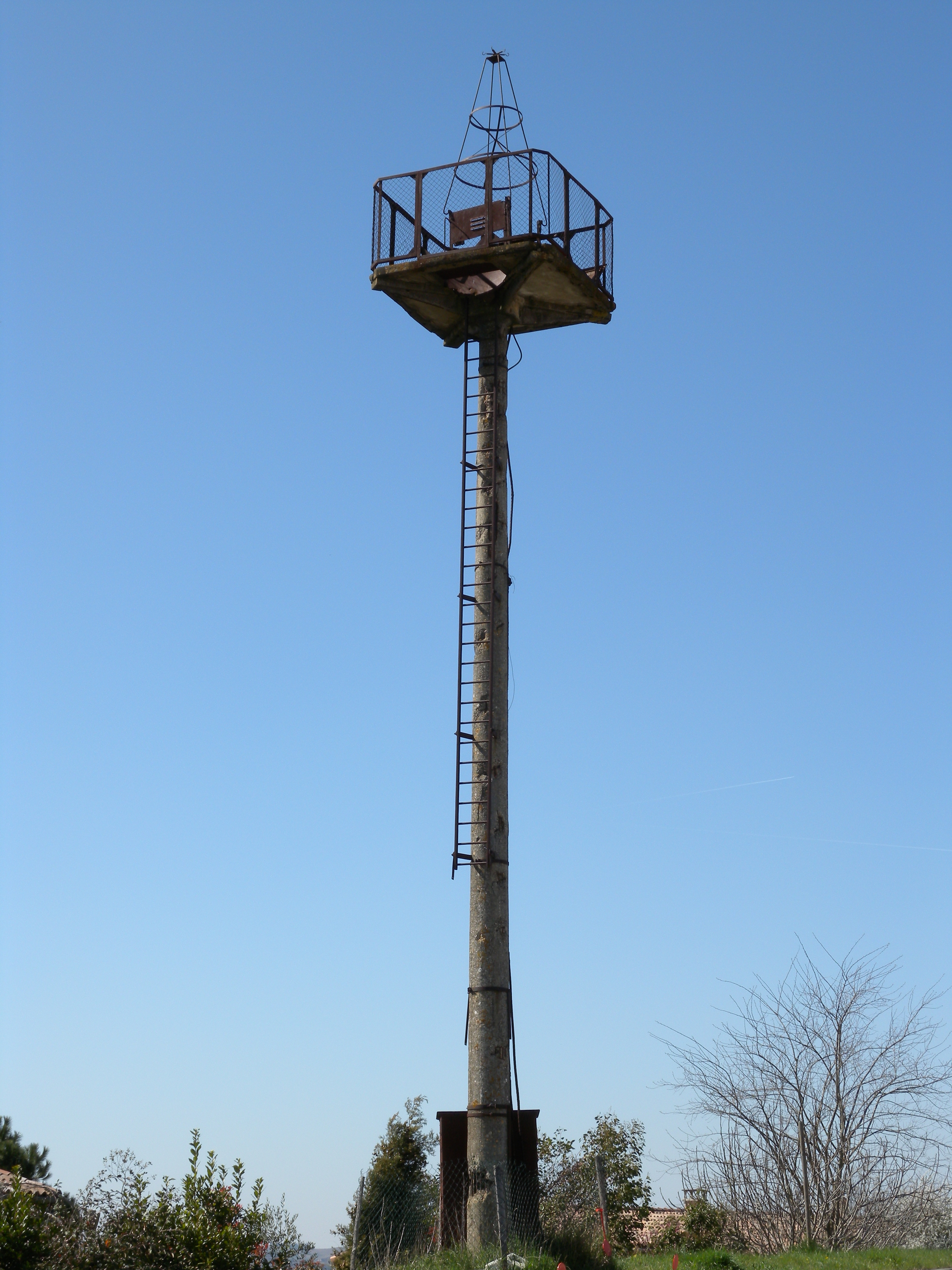
Phare aéronautique de Baziège
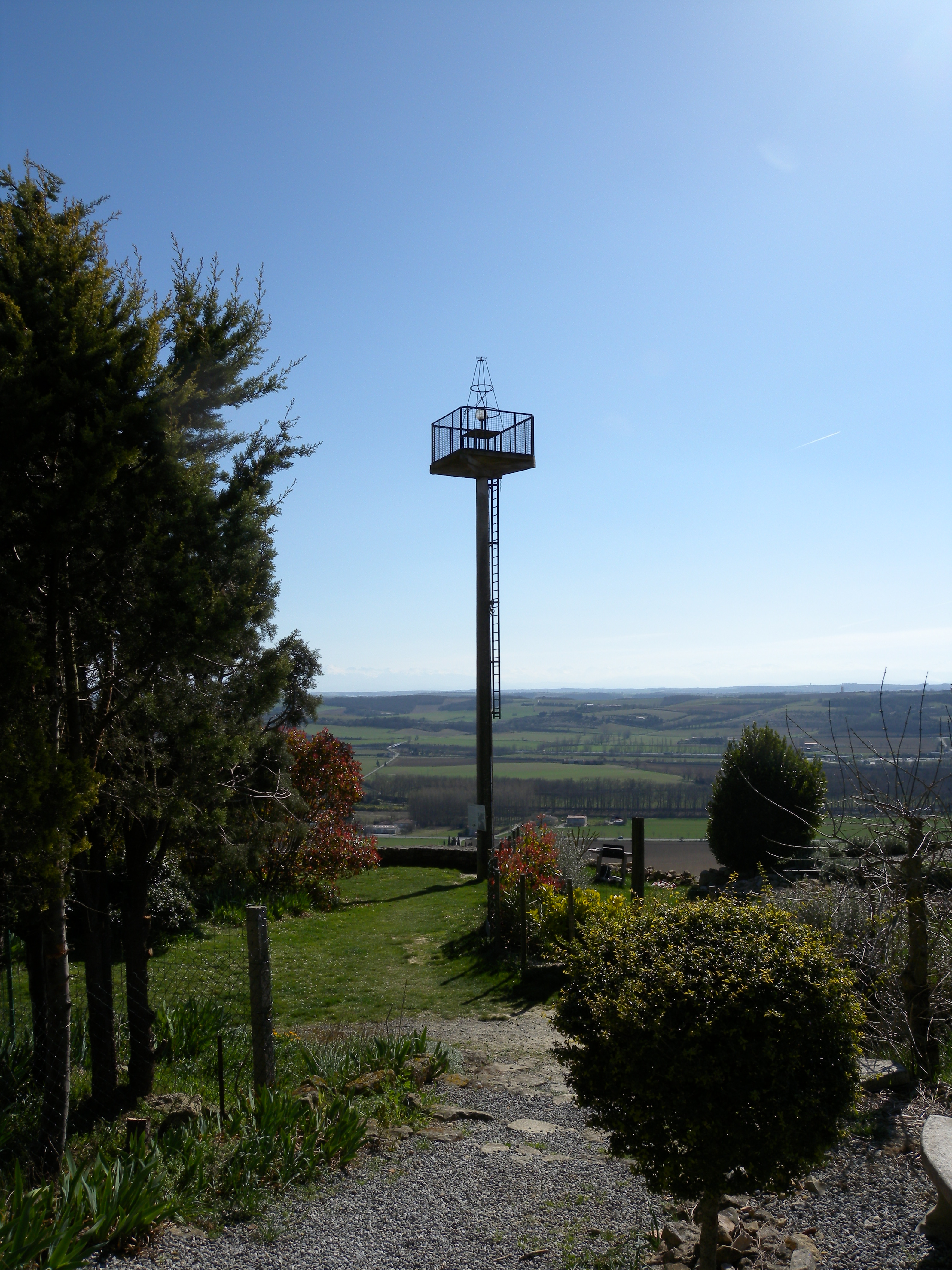
Phare aéronautique de Montferrand
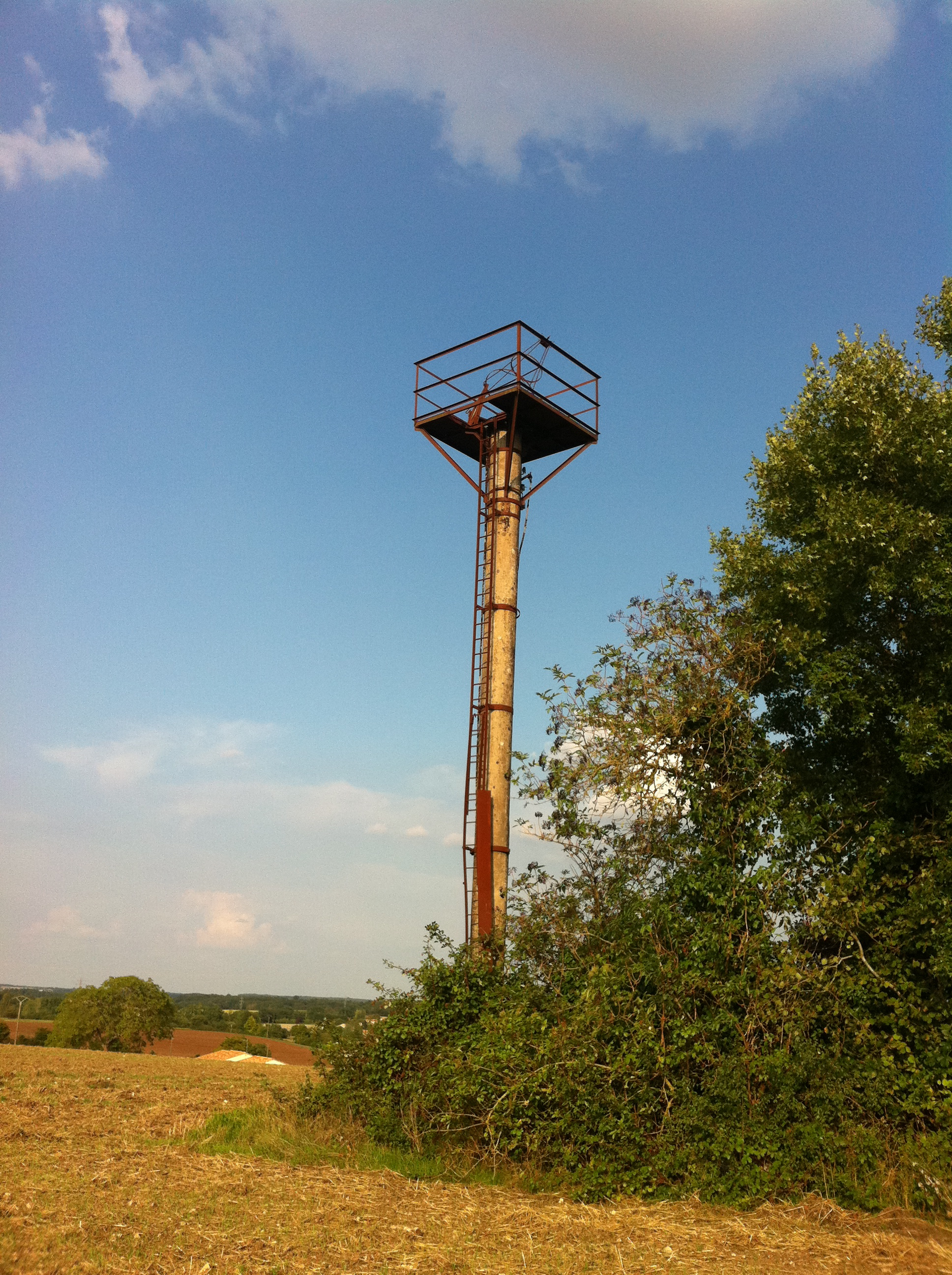
Phare aéronautique de Luxé
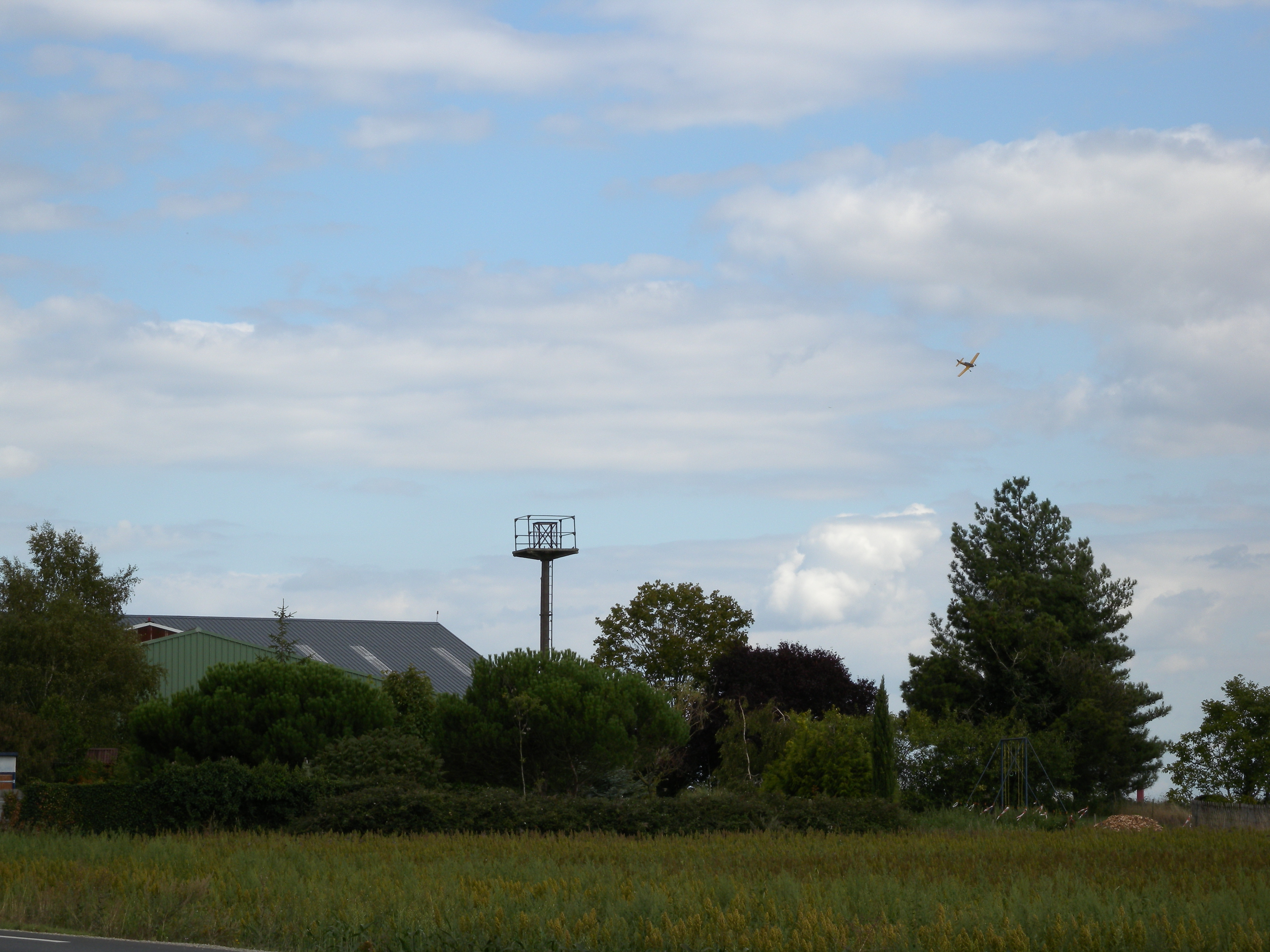
Phare aéronautique de Niort

## Dans d'autres pays

### Pays-Bas

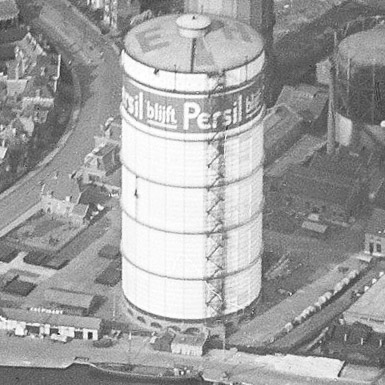
Gazomètre Goliath à Eindhoven (denommée par les lettres EH) dans les années 1930.

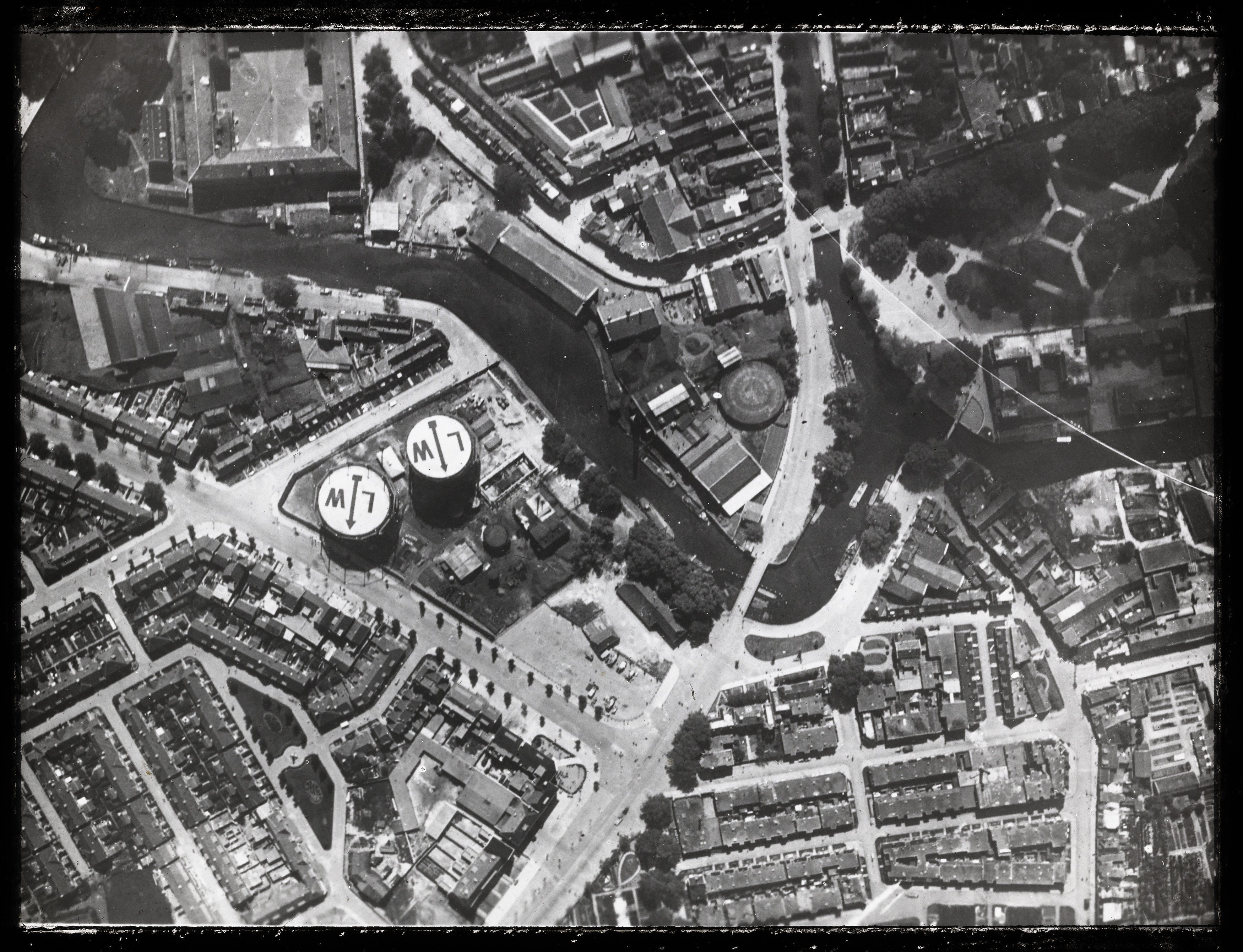
Deux gazomètres a Leeuwarden

Dans les Pays-Bas, les Gazomètres sont peints avec une flèche pointant vers le nord et de lettres identifiant le lieu. 

### États-Unis

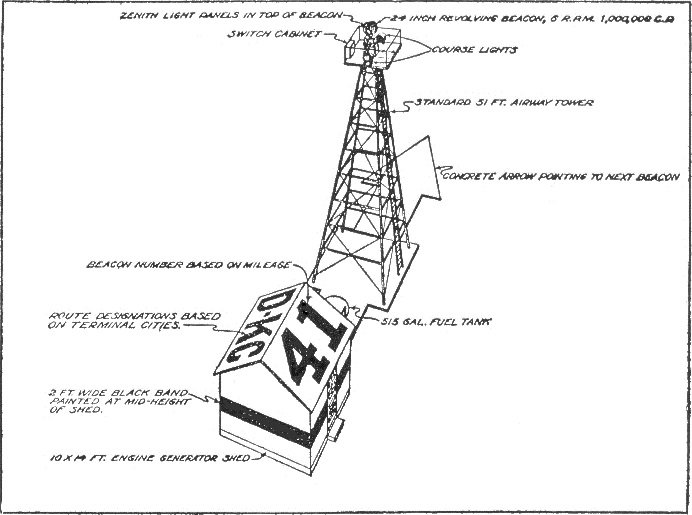
Illustration d'un "Airway beacon" americain.

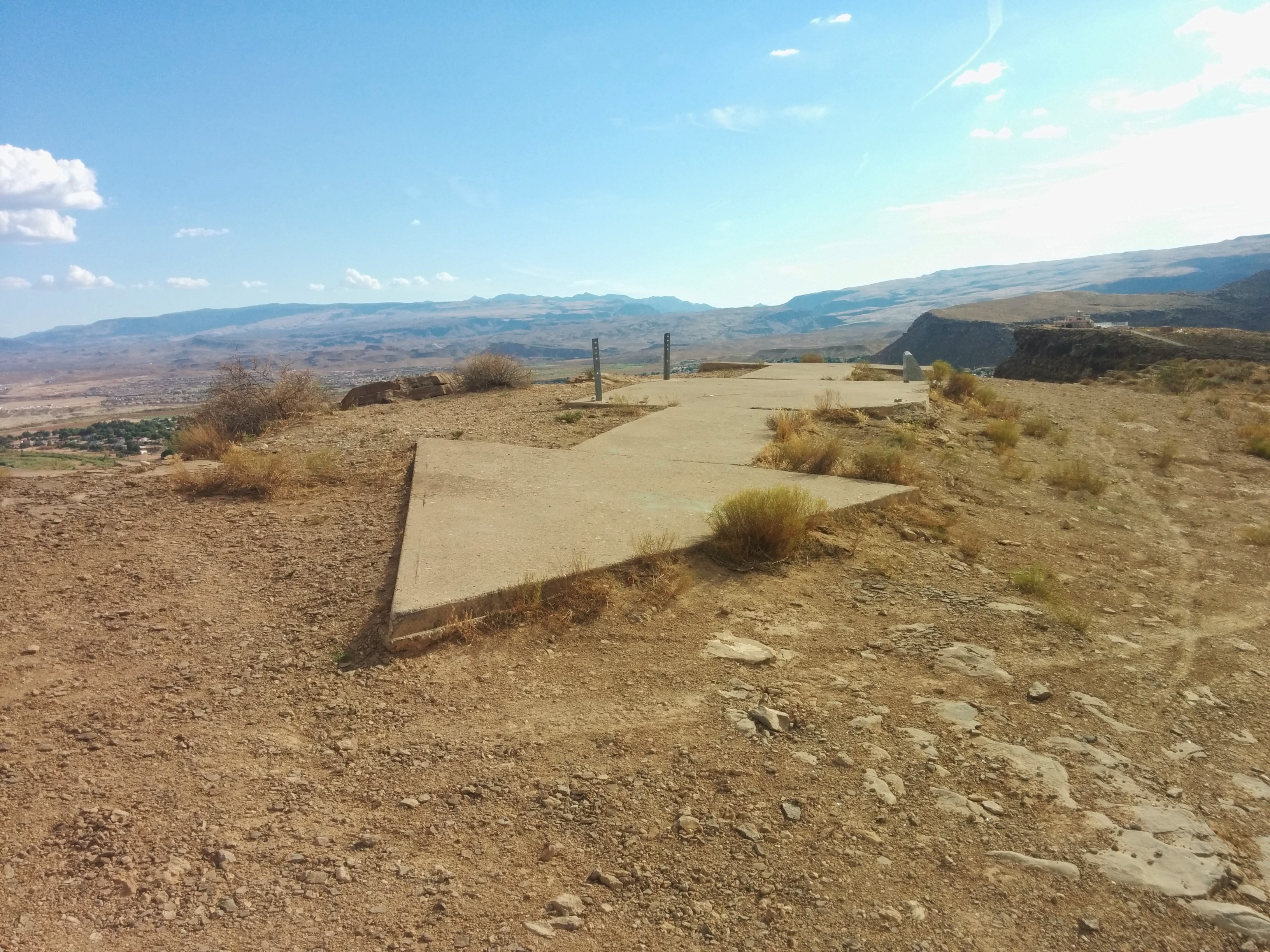
Vestiges du balise 37A du Transcontinental Air Mail Route, dans une colline a St. George (Utah), avec une fleche en beton en direction de balise prochaine.

Aux États-Unis, environ 1500 balises ont été érigées, signalant quelque 29 000 km de route aérienne. Les balises étaient constituées d'une plaque de base en béton en forme de flèche surmontée d'une tour lumineuse rotative et d'une cabane d'équipement, sur laquelle étaient peints les panneaux d'identification de l'itinéraire.

### Autres sites internet
- Carte des phares
- Sur les pistes de l’Aéropostale
- Contrôle Aérien

## Organismes de préservation des phares aéronautiques
- (fr) Association du Phare Aéronautique de Baziège (A.P.H.A.B.)